# Anisodes nephelospila
Anisodes nephelospila är en fjärilsart som beskrevs av Edward Meyrick 1889. Anisodes nephelospila ingår i släktet Anisodes och familjen mätare. Inga underarter finns listade i Catalogue of Life.